# Marie Baptiste
Marie Baptiste est une comédienne française, née Marie Dumont à Bordeaux le 8 février 1733 et morte après 1786, qui parut sous les noms de scène de Mademoiselle Prévost et Madame Baptiste.
Elle joue à La Haye où elle épouse en 1754 le comédien français Jacques-Baptiste Anselme ; elle est recrutée par la troupe française des Du Londel pour jouer la tragédie, la comédie et l’opéra-comique à la cour de Suède, et arrive à Stockholm en 1756.
Elle est la mère de Marie-Louise Marcadet.